# Kommersant
Kommersant (in russo Коммерса́нтъ?), L'imprenditore, abbreviato spesso in Ъ) è un giornale a tiratura nazionale pubblicato in Russia con una linea editoriale orientata alla politica e all'economia. Nel 2005 aveva una circolazione di 131.000 copie. Viene ritenuto il maggiore quotidiano politico-finanziario del Paese.

## Storia

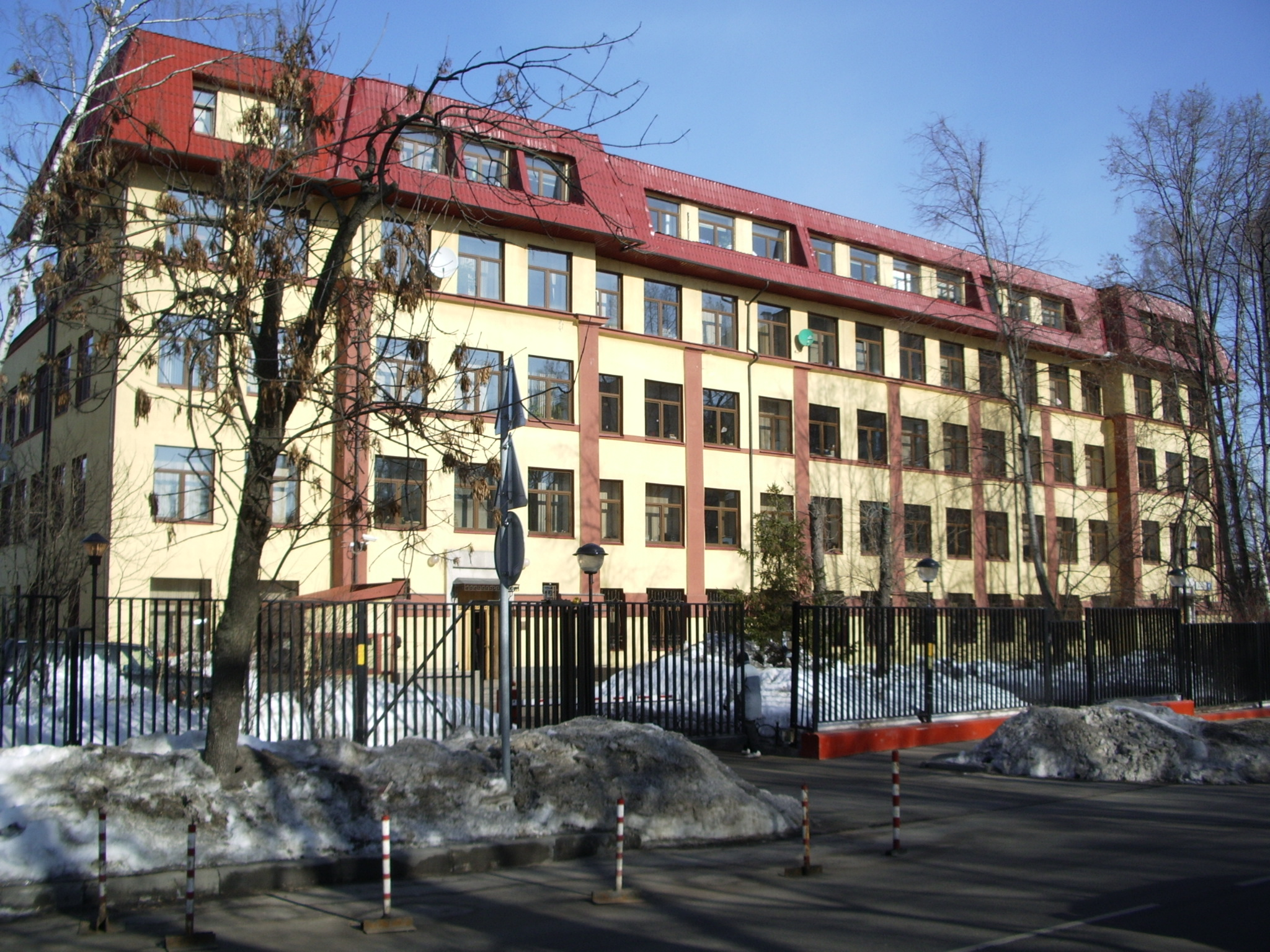
sede centrale del gruppo Kommersant a Mosca

Kommersant fu fondato nel 1909 e chiuso nel 1917 dai Bolscevichi per la sua esterofilia (lo stesso termine kommersant è un prestito straniero opposto al russo kupec).
Nel dicembre 1989
, durante il crollo dell'URSS, fu rilanciato da Vladimir Jakovlev come numero pilota ed iniziò a uscire tutti i giorni feriali a partire dall'8 gennaio dell'anno successivo.
Tra il 1997 e il 2003 pubblica periodicamente articoli anche la giornalista Elena Tregubova, fino alla sua espulsione dal giornale, dovuta principalmente ai contenuti di opposizione del suo primo libro.
Nel 1997 fu acquistato dall'oligarca Boris Abramovič Berezovskij, che ne mantenne la proprietà fino al 2006 quando lo cedette a Alisher Usmanov, magnate della metallurgia legato a Gazprom ed azionista di minoranza del club calcistico Arsenal.
Da febbraio 2009 Kommersant viene stampato e distribuito anche in Regno Unito.
Nel 2011 Usmanov ha licenziato l'allora direttore generale di Kommersant-Holding Andrei Galiev e il caporedattore della rivista Kommersant Vlast Maxim Kovalskij a seguito della pubblicazione di una fotografia nella quale era ritratta una scheda elettorale su cui erano stati scritti degli insulti indirizzati all'allora premier russo Vladimir Putin.

## Tiratura
Kommersant è un quotidiano nazionale, principalmente venduto a Mosca, San Pietroburgo e in altri Paesi della CSI. Esce in formato A2, e ha una triature di 130000 copie. Il suo pubblico appartiene a fasce di reddito medio-alte.

## Altre pubblicazioni
Il gruppo Kommersant pubblica dal 1997 anche due settimanali: Kommersant-vlast ("potere") e Kommersant-dengi ("denaro"). Altri supplementi settimanali e mensili in carta patinata con tirature dalle 50.000 alle 100.000 copie sono:  Weekend  (al venerdì, eventi ed iniziative), Autopilot (Automobili),  Money (Finanza), Power (Politica ed affari internazionali), Style (Lifestyle).